# Hutîșce, Koriukivka
Hutîșce (în ucraineană Гутище) este un sat în comuna Reimentarivka din raionul Koriukivka, regiunea Cernihiv, Ucraina.

## Demografie
Componența lingvistică a localității Hutîșce
     Ucraineană (100%)
Conform recensământului din 2001, toată populația localității Hutîșce era vorbitoare de ucraineană (100%).